# Josephine Paddock
Pour les articles homonymes, voir Paddock.
Josephine Paddock (New York, 1885 - New York, 1964) est une peintre américaine.

## Biographie

### Jeunesse et formation
Josephine Paddock naît à New York le 18 avril 1885. Sa sœur Ethel Louise Paddock, qui deviendra elle aussi peintre, naît deux ans plus tard.
Elle obtient un Bachelor of Arts au Barnard College et étudie à l'Art Students League de 1902 à 1903 avec Robert Henri, Kenyon Cox, William Merritt Chase et John Alexander,. Ce dernier exerce une influence notable sur l'œuvre de Paddock, notamment dans son utilisation de « lignes sinueuses et sensuelles », de « couleurs subtiles » et d'un « éclairage dramatique », avec une composition picturale maîtrisée.
Comme sa sœur, elle intègre la National Association of Women Artists, et organise plusieurs exposition pour de nombreuses autres membres du collectif. Toutes les deux sœurs exposent à l'Exhibition of Independent Artists (Exposition des artistes indépendants) d'Henri en 1910, une exposition qui était en quelque sorte un prototype de l'Armory Show trois ans plus tard.

### Armory Show de 1913
En 1913, Josephine Paddock fait partie des artistes qui exposent lors de l'exposition historique de l'Armory Show. Elle y présente trois de ses aquarelles : Swans on the grass (50 $), Swan Study - Aspiration (50 $) et Swan Study - Peace (50 $).

Reproductions en noir et blanc des aquarelles présentées à l'Armory Show
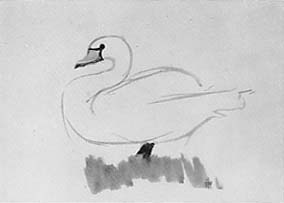
Swans on the grass, 1910.
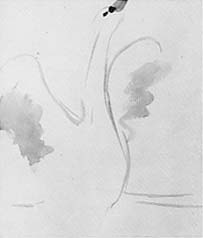
Swan Study - Aspiration, 1910.
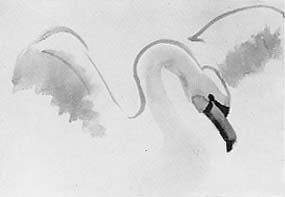
Swan Study - Peace, 1910.

Josephine Paddock est membre de l'American Watercolor Society, de la Connecticut Academy of Fine Arts, du New Haven Paint & Clay Club, de la Grand Central Art Gallery de New York, de la North Shore Art Association de Gloucester (Massachusetts), et de l'American Artist Professional League.

### Mort et postérité
Josephine Paddock meurt d'une maladie cardiovasculaire à l'hôpital St. Luke (aujourd'hui disparu) de New York le 20 février 1964.
La bourse Josephine Paddock est la plus haute distinction pour les études supérieures en arts au Barnard College de l'Université Columbia, à New York.

## Conservation de ses œuvres

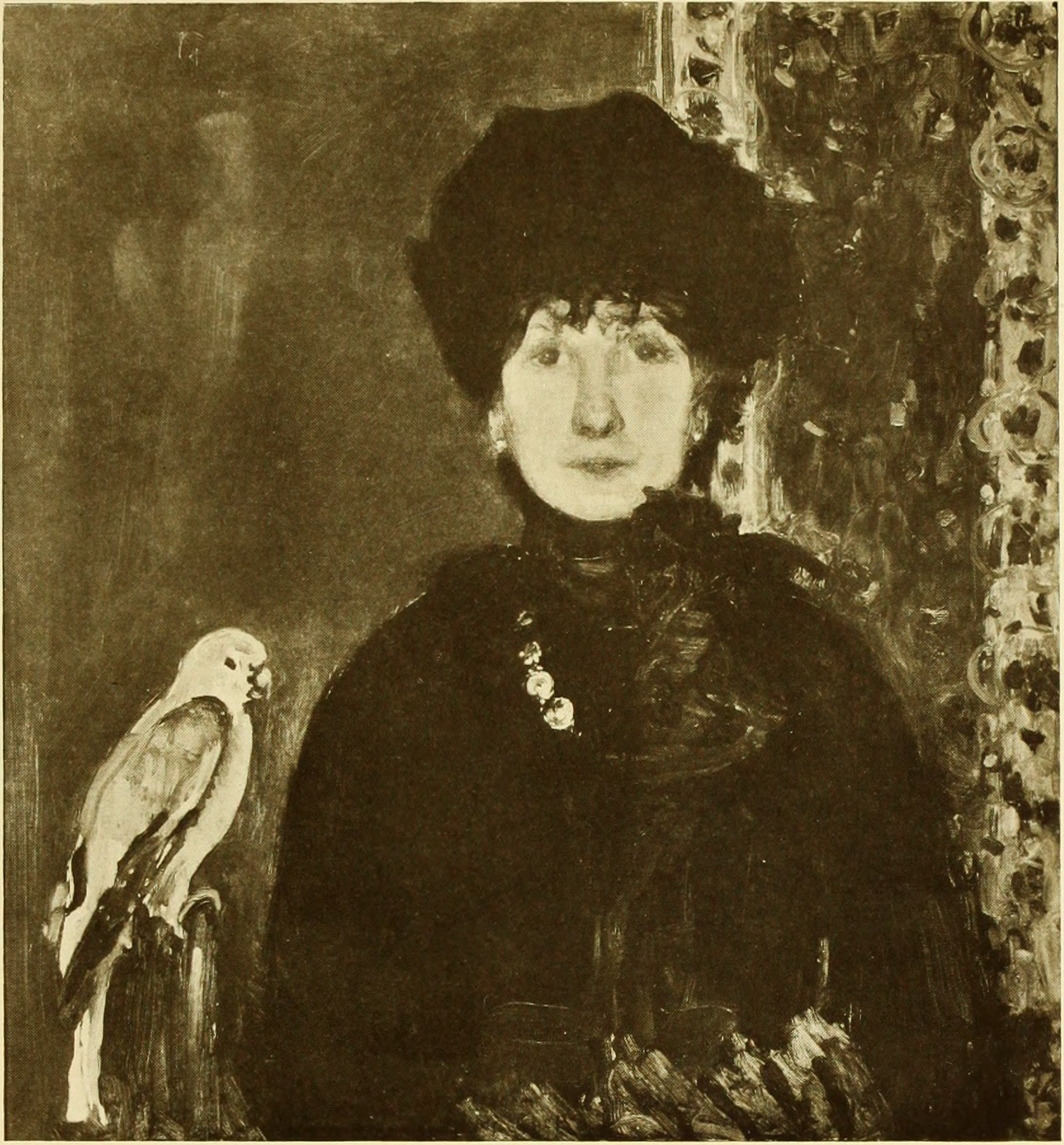
Miss M. and a Parrot, 1916, inclus dans l'ouvrage Art in California.

Son œuvre faisait partie des quarante-huit peintures des XIXe et XXe siècles de la collection de Seymour R. Thaler et Mildred Thaler Cohen, qui a été léguée au Mattatuck Museum (en) (Waterbury, Connecticut), en 2000.